# トゥシェンカ
トゥシェンカ、トゥションカ（ロシア語: тушёнка、英語: Tushonka）は、ロシアの缶詰食材。

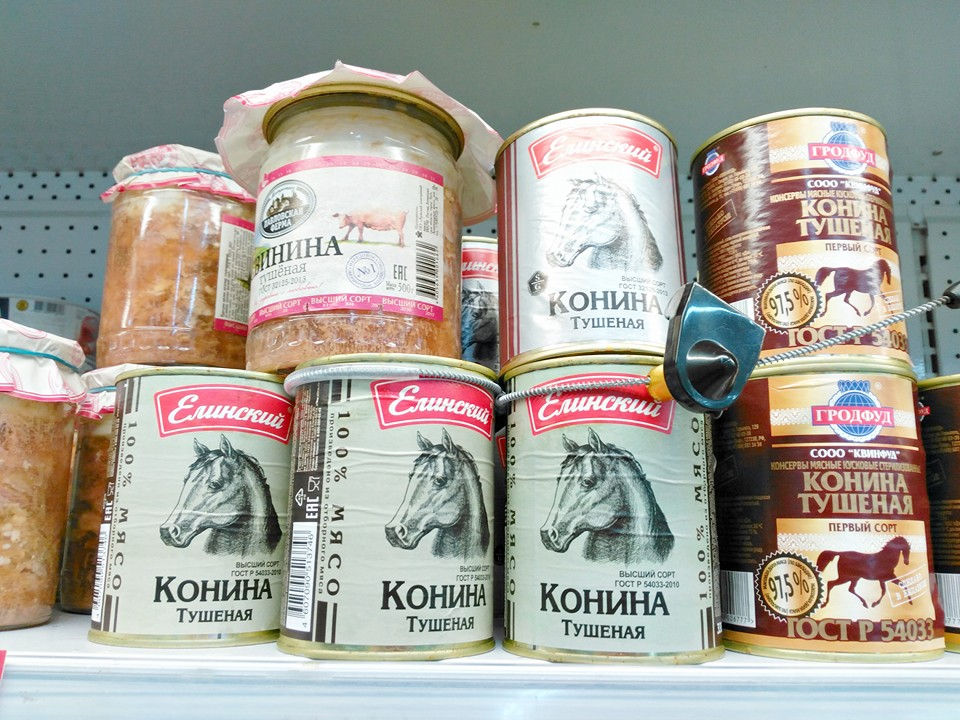
馬肉缶詰め、および豚肉びん詰めのトゥシェンカ

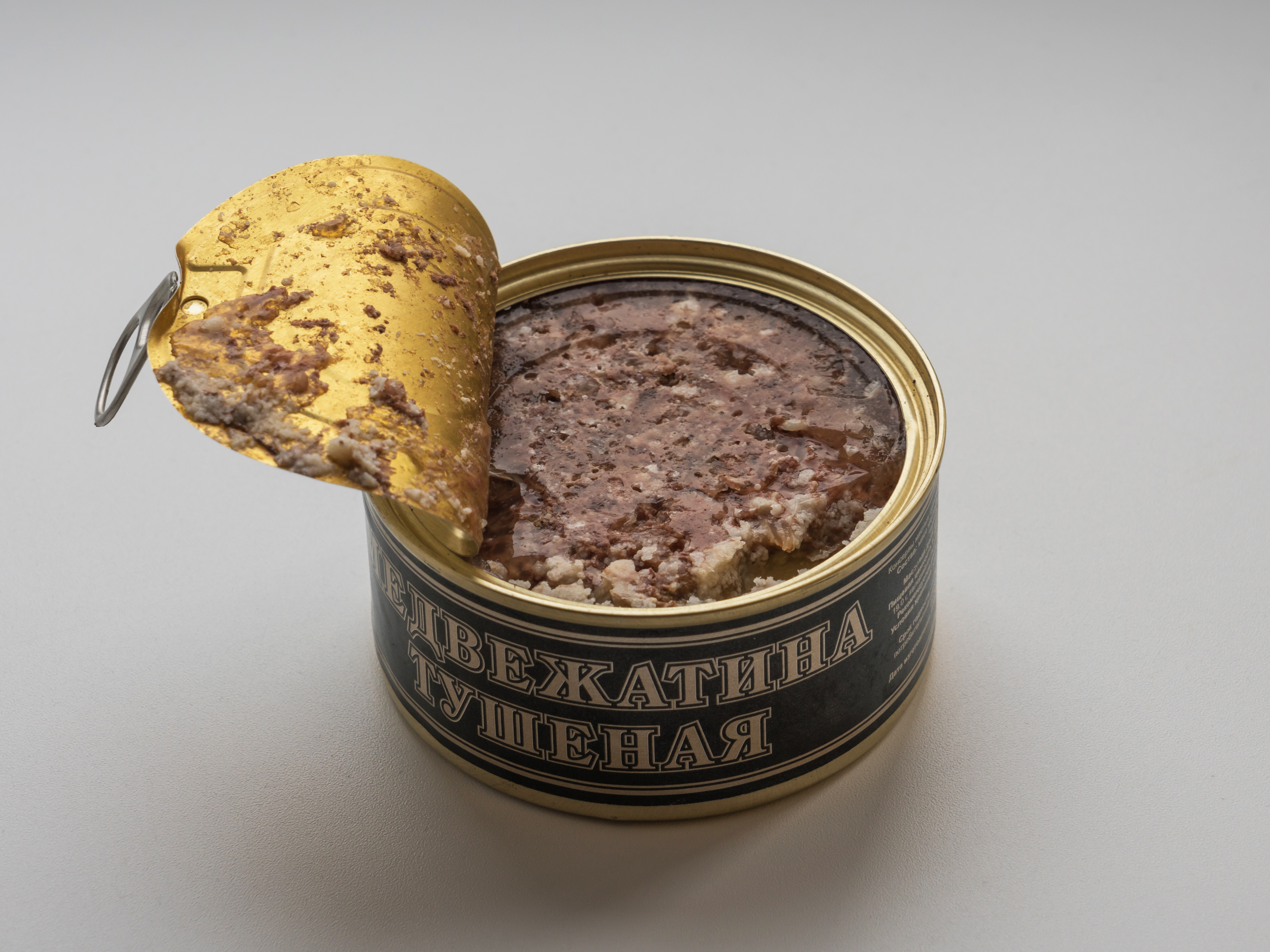
熊肉のトゥシェンカ

シチューにした肉の缶詰であり、牛肉、豚肉、羊肉などさまざまな種類がある。塩、コショウ、タマネギと共に肉を加熱してあり、保存料や化学調味料は用いられていないが未開封状態で長期間保存が可能。コンソメなどを追加せずに調理に使え、スープに入れたり、野菜と炒めたり、マカロニと和えるなど、バリエーション豊かな使い方ができる。
元々は、ロシア軍の野戦食として開発されたため、栄養価が高く、調理時間は短くて済み、長期保存ができる。そのため、利便性から軍隊以外にも広まり、こんにちでは様々なメーカーが製造、販売しており、ロシアのスーパーには必ず置いてある、ロシア人がよく使用する缶詰食材となった。